# TrackID
A TrackID a Sony Ericsson nyomógombos mobiltelefonjaira 2005-ben elérhetővé tett zenefelismerő szolgáltatás volt. Később Android rendszerű eszközökön is megjelent, ekkor már márkafüggetlenül lehetett használni okostelefonokon és táblagépeken. Ezeken túl még bizonyos Sony televíziókon is használható volt. A szolgáltatás 2017 szeptemberében szűnt meg.

## Működése Sony Ericcson K660i nyomógombos mobiltelefonon
A "Szórakozás" menüből elérhető "TrackID(TM)" menüpontba lépve lehetett elindítani a mintavételezést.

A szolgáltatás leírása a telefon információs menüjében:
A TrackID(TM) zenefelismerési szolgáltatás használata ingyenes (adatátviteli költségek felmerülhetnek). A TrackID(TM) szolgáltatás rögzít egy rövid zenei klipet az FM-rádióból vagy egy külső hangforrásból, és elküldi azt a szolgáltatás központjának az interneten keresztül. Ezután visszaküldi a szám címét, az előadó nevét és az album címét, ha sikerül a felismerés.
Lehetőség volt a mentett keresési eredmények online elérésére és törlésére, valamint mintavételezés nélküli online keresésre is (előadóra, albumra, címre, dalszövegre). Az adatbázist a gracenote szolgáltatta.

Sikertelen azonosítás esetén az alábbi online eredményt mutatta:
Elnézést, nem hallottuk a zenét. Ne feledje, hogy a TrackID(TM) egy zenefelismerő szolgáltatás, amely a zeneszámokat úgy azonosítja, ha rögzít a dalból egy néhány másodpercet a telefon mikrofonjáról vagy a rádióról.
Sikeres azonosítás után
- menthetővé vált a találat (online);
- az adatokat sms-ben tovább is küldhettük bárkinek (saját telefonunk felületéről);
- az előadó további zenéit is meg lehetett tekinteni;
- hasonló zenéket is kereshettünk
- és az aktuális TrackID(TM) táblázatokat is megnézhettük (Top 10 - Magyarország).
- A 7digital (7digital.com) oldalra irányító linket is elhelyeztek az online felületen, de az utolsó elérés időpontjában (2017. augusztus 6-án) ez az oldal az összetettsége miatt már használhatatlanul töltött be a telefonon.

## Működése Android rendszeren elérhető applikáción
A megnyitott applikáció tetején egy hamburger menüs keresősáv foglalt helyet. A megnyíló menüből az "Előzmények", "Felfedezés", "LIVE", "Zenei szolgáltatás", "Előzmények mentése" és "Beállítások" menüpontok voltak elérhetőek.
A kereső sáv alatt szintén az "Előzmények", "Felfedezés", "LIVE" kategóriák voltak külön oldalra csoportosítva. A legelső "Előzmények" oldal (indítási képernyő) alján volt elhelyezve a lila színű mintavételezés indítása ikon.
A "LIVE" menüben egy térképen jelentek meg az éppen más felhasználók által keresett zenék adatai. Országról országra, kontinensről kontinensre, összevissza ugrálva.
Az applikáció összekapcsolható volt Spotify fiókkal is, ahol ezután létrejött egy TrackID(TM) nevű lejátszási lista.
Ahhoz, hogy előzményeinket ne veszítsük el, szükség volt Google vagy Facebook fiókkal való bejelentkezésre is. Ebben az esetben a Sony Mobile begyűjtötte a felhasználó "személyes adatait", amit az adatvédelmi szabályzatukban rögzítettek szerint kezeltek.
Az Android applikáció 2017. júliusában a 4.6.B.0.19 verzióig jutott el.

## Működése Sony Bravia televízión
TV-zés és saját adathordozóról nézett vagy hallgatott tartalom közben megtudhattuk az éppen játszott zene vagy videó adatait. A szolgáltatás használatához internetkapcsolat volt szükséges.
A média lejátszása közben meg kellett nyomni a távirányító TrackID gombját. A képernyőn kis idő múlva egy üzenet jelent meg, közben pedig az eredmény(ek) a "Könyvjelzők" közé került(ek). A keresés során mentett "Könyjelzők" a "Zene keresése" vagy "Videók keresése" alkalmazásokból voltak elérhetőek.

## Megszűnésének bejelentése
Az Android applikáció "Felfedezés" oldalának tetején egy figyelmeztető szöveg jelent meg hónapokkal a megszűnés előtt.
A TrackID(TM) meg fog szűnni!

A TrackID(TM) elérhetőségének záró dátuma: 2017. szeptember 15..
A további információs oldalon az alábbiak tájékoztató volt olvasható:
Miért szűnik meg a TrackID(TM)?
Az üzlet állandó mozgásban van, és ez időnként alkalmazások megszűnésével is jár.
Mi történik a TrackID(TM)-előzményeimmel?
A TrackID(TM)-előzmények sajnos nem vihetőek át másik alkalmazásba, de megpróbálhatja újból létrehozni a zenei listáját egy másik médiaalkalmazással! Az előzményeket a szolgáltatás megszűnésekor töröljük. Akár most is törölheti azokat a Beállítások között.
Mit használjak helyette?

Zenefelismerési toplistánk élén a Shazam áll. Pillanatok alatt megnevezhet bármilyen zeneszámot, és megtalálhatja a szövegét, a videókat és sok mást.